# Aeroportul Regional Lowcountry
Aeroportul Regional Lowcountry (IATA: RBW, ICAO: KRBW, FAA LID: RBW) este un aeroport din Carolina de Sud, Statele Unite ale Americii ce deservește zona Walterboro⁠(d). Aeroportul a fost tranzitat în 2019 de 106 pasageri.
Situat la o altitudine de 31 m, aeroportul dispune de 3 piste.

## Infrastructură

### Piste
Aeroportul dispune de 3 piste: 
- pista 05/23, cu dimensiunile 6.002 picioare × 100 picioare
- pista 09/27, cu dimensiunile 5.408 picioare × 100 picioare
- pista 17/35, cu dimensiunile 5.705 picioare × 100 picioare